# Fabien Vorbe
Pour les articles homonymes, voir Vorbe.
Fabien Vorbe est un footballeur international haïtien, né le 4 janvier 1990 à Port-au-Prince, qui évolue au poste d'attaquant.

## Biographie
Issu d'une famille de footballeurs (neveu de Philippe Vorbe), Fabien Vorbe commence le soccer à quatre ans et rejoint le Violette AC à l'âge de 15 ans. Il débute dès lors en première division haïtienne. Il dispute la Coupe du monde de football des moins de 17 ans 2007.
Il rejoint les États-Unis pour ses études et joue trois saisons avec l'Université Furman en Caroline-du-Sud. Il tente ensuite sa chance en Europe. En janvier 2011, il réalise un essai avec l'Impact de Montréal puis s'entraîne avec les Fort Lauderdale Strikers avant de finalement rejoindre pour quelques matchs le Tempête FC en Haïti. 
Véritable globe-trotter, Fabien Vorbe a l'occasion de jouer au Canada (FC Edmonton), en Suède (IFK Värnamo), au Pérou (Carlos A. Mannucci et Serrato Pacasmayo) et en Inde. Dans ce dernier pays, il s'engage avec le NEROCA FC en 2017-2018 avant de signer en 2019 pour le Gokulam Kerala FC.
Il est appelé pour la première fois en sélection nationale à l'occasion des tours préliminaires de la Coupe caribéenne des nations 2010 en novembre.

## Palmarès
- Tempête FC
  - Champion d'Haïti en 2011 (clôture).